# Pius Fischbach
Pius Fischbach (geboren am 3. Mai 1948 in Villmergen) ist ein Schweizer Fussballspieler. Er spielte in der höchsten Schweizer Liga für den FC Wettingen, den FC Grenchen, den FC Winterthur und zuletzt auf dem Höhepunkt seiner Karriere für den FC Zürich. Dreizehn Mal stand er für die Schweizer Nationalelf auf dem Rasen.

## Karriere
Fischbach spielte als Junior beim FC Wohlen und beim FC Aarau, bei dem er auch den Sprung in die 1. Mannschaft schaffte.
Ab 1969 spielte er für den FC Wettingen in der Nationalliga A, wo er in deren Abstiegssaison Stammspieler war. 1972 wechselte er von Wettingen zum FC Grenchen, wo er eine Saison blieb, und wechselte danach weiter zum FC Winterthur. Am Ende seiner Zeit in Winterthur wurde er am 30. April 1975 das erste Mal für die Schweizer Nationalmannschaft aufgeboten. Nach 52 Spielen und 3 Toren in Winterthur wechselte er zum Kantonsrivalen FC Zürich. Mit dem FCZ holte Fischbach 1976 das Double und erreichte in der darauffolgenden Saison den Europacup-Halbfinal. Nach drei Jahren beendete er nach einer Meinungsverschiedenheit mit Trainer Zlatko «Tschik» Čajkovski seine Aktivkarriere.
Nach seinem Rücktritt vom Fussball auf höchster Ebene war er noch Spielertrainer beim FC Villmergen. 2004 amtete er nach der Entlassung von Trainer Raimondo Ponte beim FC Wohlen als Interimstrainer.

## Privatleben
Nach Karriereende stieg der gelernte Rahmenvergolder in den elterlichen Bilderrahmenbetrieb in Bremgarten AG ein. Bis 2002 war er Mitinhaber eines Kunststudios in Zürich, danach eröffnete er in Bremgarten eine eigene Kunstgalerie.
Er heiratete 1978 und hat zwei Kinder.